# Angelica Singleton Van Buren
Angelica Singleton Van Buren (n. 13 februarie 1818 - d. 29 decembrie 1877) a fost nora celui de-al optulea președinte al Statelor Unite ale Americii, Martin Van Buren. A fost Prima Doamnă a Statelor Unite ale Americii deoarece soția președintelui, Hannah Van Buren murise cu 17 ani în urmă.